# Caffrocrambus decolorelloides
Caffrocrambus decolorelloides là một loài bướm đêm trong họ Crambidae.